# 莱芜市人民政府
莱芜市人民政府是存在于1992年到2019年的中华人民共和国山东省莱芜市的地方行政机构。又被称作“莱芜市政府”、“莱芜政府”等。原莱芜市人民政府办公地址位于莱芜市莱城区文化北路001号。
莱芜市人民政府属山东省人民政府领导。
2019年1月31日，因原莱芜市并入济南市，莱芜市人民政府停止行使职能。

## 外部链接

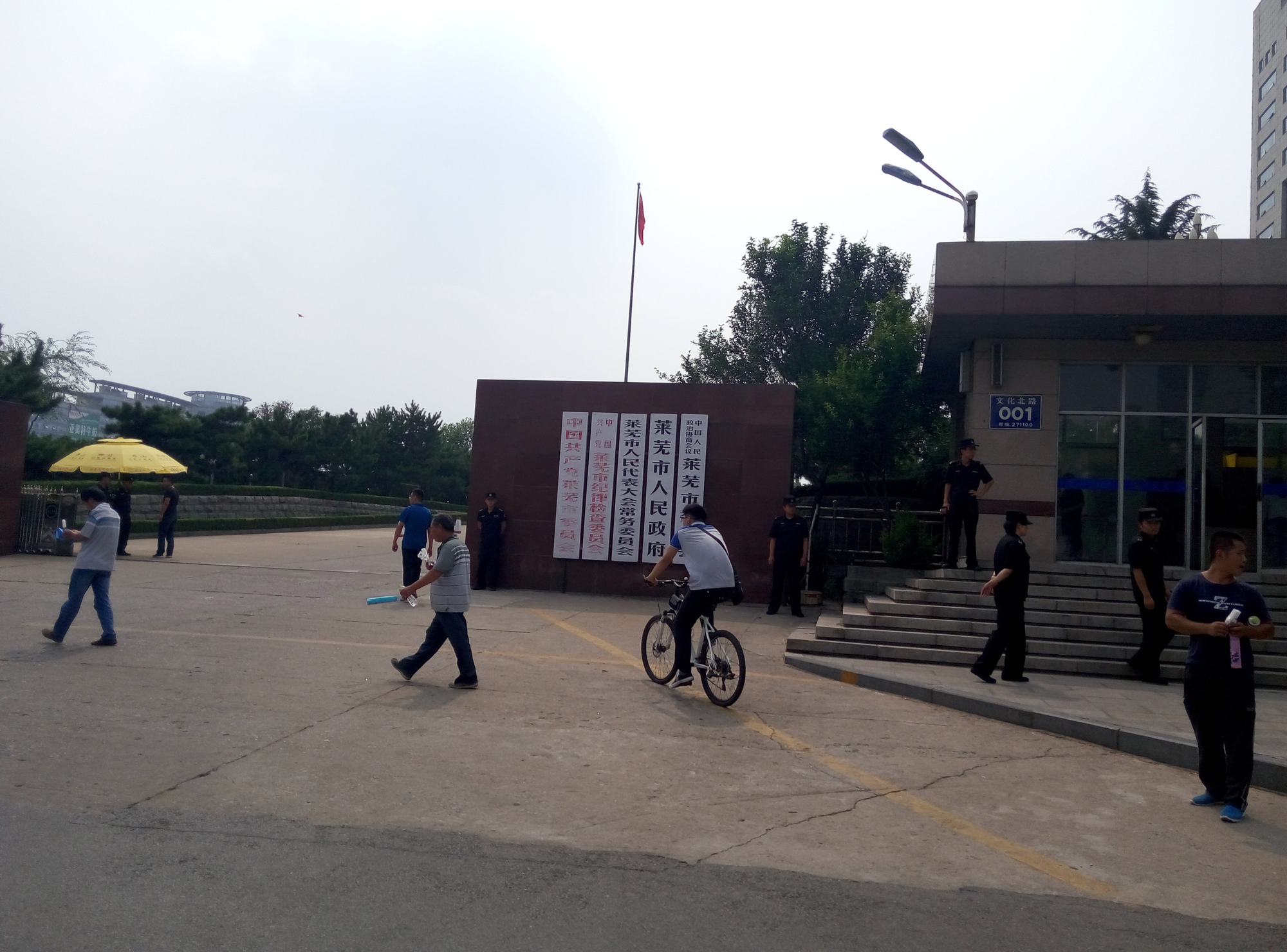
莱芜市人民政府正门

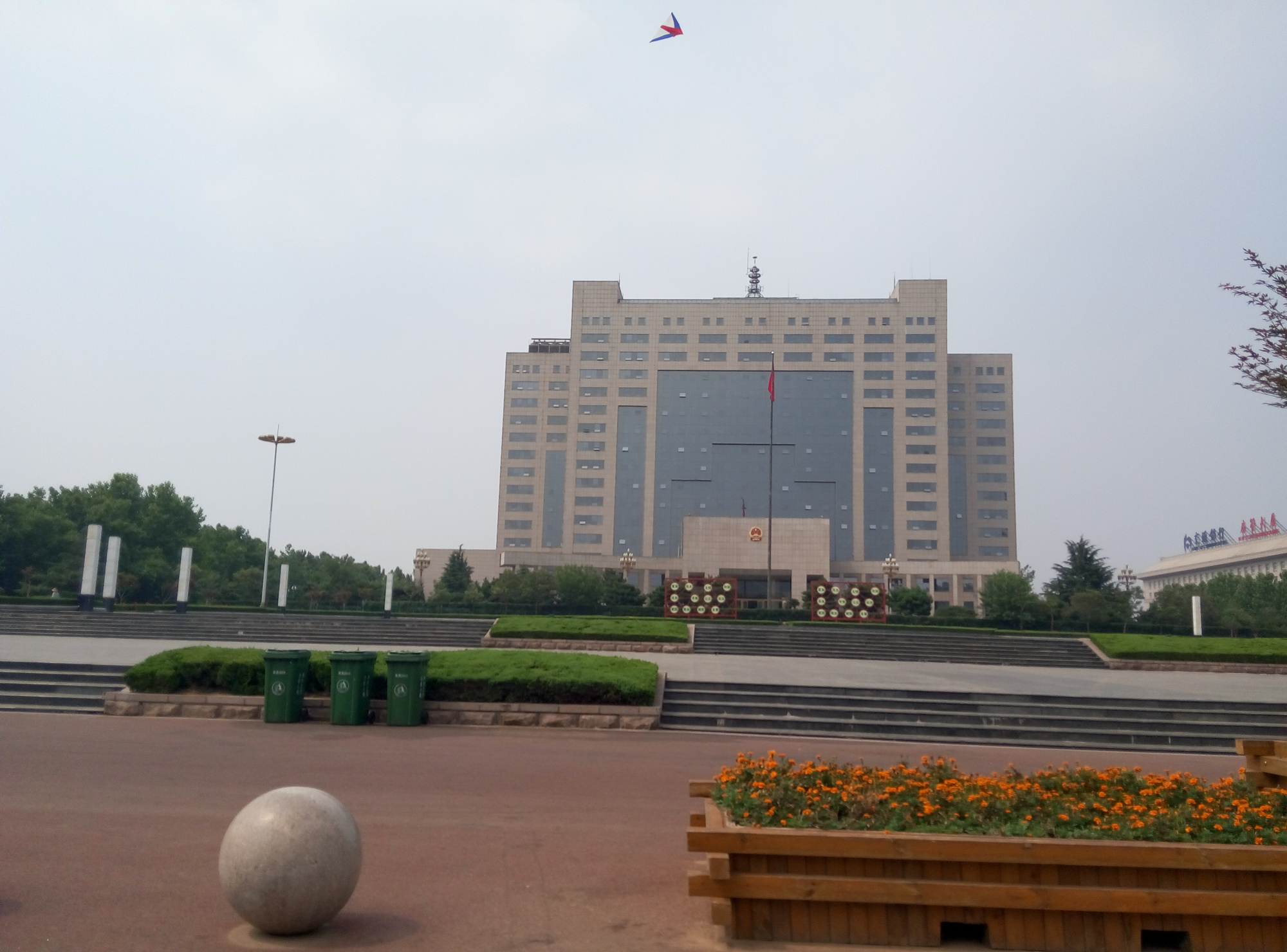
莱芜市人民政府大厦